# 크리스마스 음악
크리스마스 음악은 크리스마스 시즌에 정기적으로 연주되거나 들리는 다양한 장르의 음악으로 구성된다. 크리스마스와 관련된 음악은 순전히 악기일 수도 있고, 캐롤의 경우 예수 그리스도의 탄생, 선물 (물건) 주고받기와 같은 전통, 산타클로스와 같은 문화적 인물 또는 기타 주제에 관한 가사를 사용할 수도 있다. 많은 노래가 단순히 겨울이나 계절 테마를 가지고 있거나 다른 이유로 정식으로 채택되었다.
20세기 이전의 대부분의 크리스마스 노래는 전통적인 종교적 성격을 띠고 있었지만, 대공황으로 인해 명절의 기독교적 성격을 명시적으로 언급하지 않고 오히려 이와 관련된 좀 더 세속적인 전통 서구 주제와 관습을 언급하는 미국 노래가 흘러나왔다. 여기에는 "Santa Claus Is Coming to Town", "루돌프 사슴코"와 같은 어린이를 대상으로 한 노래와 "Have Yourself a Merry Little Christmas", "White Christmas"와 같은 당시 유명 가수들이 연주한 감상적인 발라드 형식의 노래가 포함되었다. 특히 White Christmas는 2018년 현재 역대 가장 많이 팔린 싱글로 남아 있다. 엘비스 프레슬리의 Elvis' Christmas Album(1957)은 전 세계적으로 2천만 부 이상에 이를 만큼 역대 가장 많이 팔린 크리스마스 앨범이다.
공개 음악회, 교회, 쇼핑몰, 도시 거리 및 개인 모임에서 크리스마스 음악 공연은 전 세계 여러 문화권에서 크리스마스 시즌의 필수 요소이다. 많은 라디오 방송국이 휴일을 앞두고 연중무휴 크리스마스 음악 형식으로 변환한다. 일부는 "크리스마스 크립(Christmas creep)"으로 알려진 현상의 일부로 할로윈 다음 날부터 시작된다. 전례적으로 크리스마스 음악은 전통적으로 크리스마스-주현절 시즌이 끝나는 캔들마스(Candlemas)가 도래하면 연주가 중단된다.